# NGC 2041
NGC 2041 ist ein offener Sternhaufen in der Großen Magellanschen Wolke im Sternbild Dorado. Der Sternhaufen wurde am 6. November 1826 von dem Astronomen James Dunlop entdeckt.